# Hans-Adolf Prützmann
Hans-Adolf Prützmann (Tolkemit, Prusia Oriental (hoy Tolkmicko, Polonia); 31 de agosto de 1901 - Lüneburg, Alemania; 21 de mayo de 1945) fue un militar alemán, SS-Obergruppenführer, general de la Waffen SS y la policía, Secretario de Estado por Prusia y miembro del Reichstag. Es conocido por haber organizado las guerrillas nacionalsocialistas Werwolf al final de la Segunda Guerra Mundial.

## Biografía
Prutzmann ingresó en el Partido Nacionalsocialista  en 1930 con el número de ficha 142.290 y en las SS el 12 de agosto de 1930, con el número de militante 3.002. Empezó su carrera en el Sturm 24 de la SS, desde agosto de 1930 hasta marzo de 1931. Desde marzo de 1931 hasta agosto de ese año es nombrado Adjunto al Jefe del Standarte 30, en Bochum, Westfalia. Posteriormente fue jefe de las Standarten 19 y 18, entre 1931 y 1933.
Pasa a dirigir una sección de las SS en Stuttgart en los años posteriores. En 1938 es elegido miembro del Reichstag por Prusia, cargo que ejerció hasta mayo de 1945. Durante la guerra, es nombrado Alto Mando de la Policía y de la SS (HSSPF) dirigiendo las regiones denominadas "Nordsee", "Nordost" y "Ostland und Russland", en Rusia; tuvo su Cuartel General en Ucrania hasta septiembre de 1944. 
Entre 1944 y 1945, fue nombrado inspector de las unidades de guerrilla "Werwolf" cuya misión era realizar actos de sabotaje y terrorismo en Alemania luego de que cayera el Tercer Reich, sin embargo las críticas sobre su trabajo era que resultaba una gestión muy pobre por parte de Prützmann, los destacamentos del Werwolf no produjeron los resultados esperados. El 21 de mayo de 1945, fue capturado por efectivos del Ejército Británico en Lüneburg. Al ser identificado ingirió una cápsula de cianuro y murió de inmediato. Casualmente, el Reichsführer-SS Heinrich Himmler moriría de igual manera dos días después en el mismo sitio y en las mismas condiciones.

## Carrera en la SS
- General de la Waffen SS: 1 de julio de 1944;
- SS-Obergruppenführer y General de Policía: 9 de noviembre de 1941;
- SS-Gruppenführer: 28 de febrero de 1934;
- SS-Brigadeführer: 9 de noviembre de 1933;
- SS-Oberführer: 26 de junio de 1933;
- SS-Standartenführer: 1 de enero de 1932;
- SS-Sturmbannführer: 3 de agosto de 1931;
- SS-Sturmführer: 10 de noviembre de 1930;

## Condecoraciones
- Deutsches Kreuz en Oro: 16. 06. 1944, por comandar el "Kampfgruppe "Prützmann"
- 1939 EK I: 1943
- 1939 EK II: 1941
- KVK I m. Schw.
- KVK II m. Schw.
- Goldenes Parteiabzeichen
- Dienstauszeichnungen der NSDAP in Silber und Bronze
- SS-Dienstauszeichnungen
- Ehrendegen des RF SS / Totenkopfring der SS